# Дюлак, Эдмунд
Эдмунд Дюлак (англ. Edmund Dulac; 22 октября 1882, Тулуза — 25 мая 1953, Лондон) — один из крупнейших французских и английских художников-иллюстраторов начала XX века, экспериментатор в области почтовой графики. Представитель викторианской сказочной живописи.

## Биография
Эдмунд Дюлак родился в 1882 году в семье тулузской буржуазии, не чуждой искусства. Его отец, суконщик по профессии, занимался реставрацией старых картин, а его дядя по материнской линии интересовался произведениями искусства Востока: японскими гравюрами, персидскими и индийскими миниатюрами. Эдмунд начал рисовать очень рано. Его школьные годы прошли в небольшом лицее в Тулузе.
Получив в 1899 году степень бакалавра, Дюлак поступает в Тулузский университет на факультет права. Одновременно он посещал лекции в Тулузской академии изящных искусств, где получил многочисленные премии за 1900 год. Этот успех побудил его оставить университет и полностью посвятить себя учёбе в академии, которой руководил в то время Жан-Поль Лоран. По окончании академии Эдмунд Дюлак работает иллюстратором программок и таких печатных изданий, как фр. L’Effort, фр. Le Télégramme и L'Âme latine.
После нескольких лет учёбы в Париже он переехал в 1905 году в Лондон. 17 февраля 1912 года он получил британское гражданство.

## Творческая деятельность
Первой работой Э. Дюлака в Лондоне стала серия из 60 иллюстраций к полному собранию сочинений сестёр Бронте, заказанная книготорговцем и издателем Джозефом Дентом. Этот заказ был свидетельством высокого уровня 22-летнего художника. Его работа привлекла внимание Галереи Лестера (Leicester Gallery), которая заказала ему иллюстрировать сборник сказок «Тысячи и одной ночи». Этот сборник с красочными иллюстрациями молодого художника был издан в Великобритании в 1907 году.
Дюлак оставил целую галерею женских образов. Например, сотрудничая с Уолтом Диснеем, он участвовал в разработке типажа Белоснежки. Однако самым известным его произведением считается образ царевны Будур. В России, после того как вышла книга «Волшебные сказки» Шарля Перро с рисунками Дюлака (1910—1911), популяризация его наследия прервалась.
При иллюстрировании английского перевода пушкинской «Сказки о царе Салтане» художник, вопреки сюжету оригинального литературного произведения, поместил царицу с сыном не в бочку, а в парусный чёлн.

## Почтовая графика
Художник мог свободно переходить от одного жанра к другому. Очень успешна была его работа в области почтовой графики. Он был автором эскизов многих стандартных серий марок Великобритании и Франции и десятков почтовых карточек разных лет.
К числу созданных Дюлаком почтовых миниатюр Великобритании относятся следующие:
- марки по случаю коронации Георга VI (1937),
- последующие стандартные выпуски и портрет короля на марках 1937 года,
- марки из выпуска, посвящённого Олимпийским играм в Лондоне (1948),
- марки к столетию Первой всемирной выставки в Лондоне (1951).

Профильные портреты монархов в духе традиционного медальерного искусства, скупой растительный орнамент, шрифт антических пропорций — все эти особенности выдвинули дюлаковские марки в число лучших почтовых миниатюр.
Создавая марки для Великобритании, он стремился следовать британским национальным традициям, а при проектировании французских знаков почтовой оплаты с такой же скрупулёзностью старался сохранить «французскую» линию в почтовом дизайне. Ему принадлежит марка под названием «Лишняя жемчужина», на которой запечатлена королева Елизавета II. При изготовлении клише в жемчужные серьги королевы «вторгся» посторонний элемент.
В 1942 году Дюлак подготовил по просьбе генерала Шарля де Голля проект французской марки, окончательный вариант которой был утверждён в 1944 году. Серия была отпечатана в Англии и вышла в свет в 1945 году. В честь создателя этот тип французских марок получил название «Марианна Дюлака».

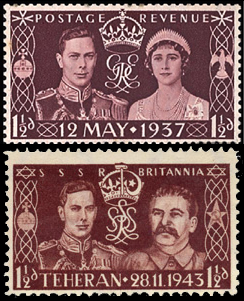
Британская маркa Э. Дюлака 1937 года в честь коронации Георга VI (вверху), спародированная фашистской пропагандой в 1944 году (внизу)
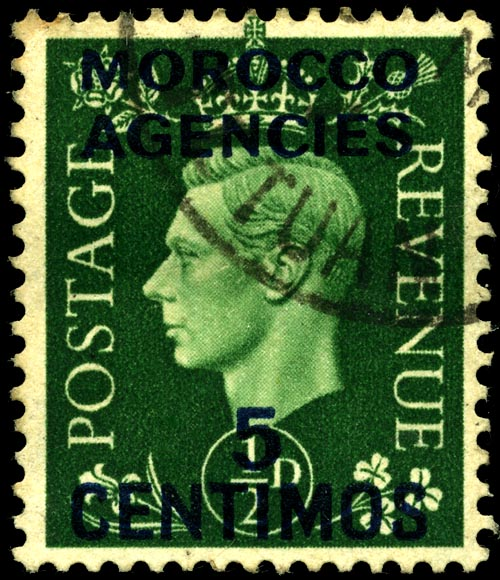
Портрет Георга VI на марке Великобритании 1937 года номиналом полпенни, надпечатанной для британской почты в Марокко
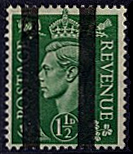
То же номиналом 1½ пенса и надпечаткой для обучения персонала почты (1951)
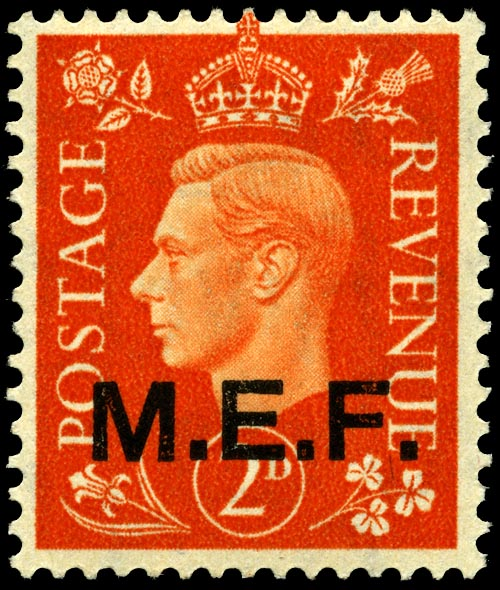
То же номиналом 2 пенса и надпечаткой для Ближневосточного командования (1942)
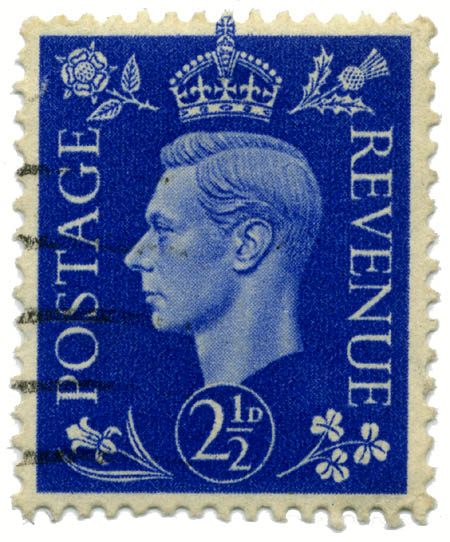
То же номиналом 2½ пенса (1937)
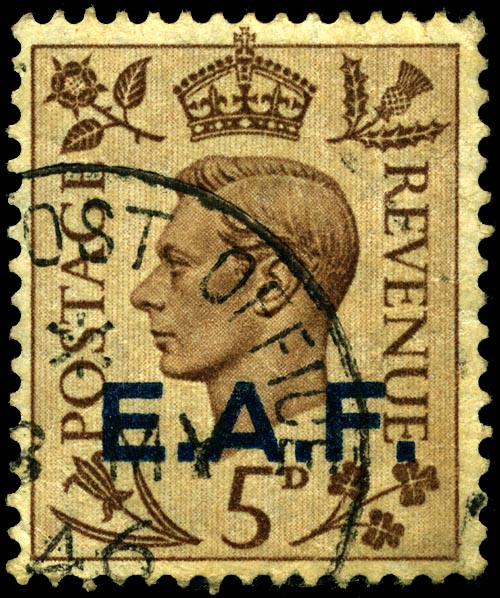
То же номиналом 5 пенсов и надпечаткой для Восточно-Африканского командования (1943)
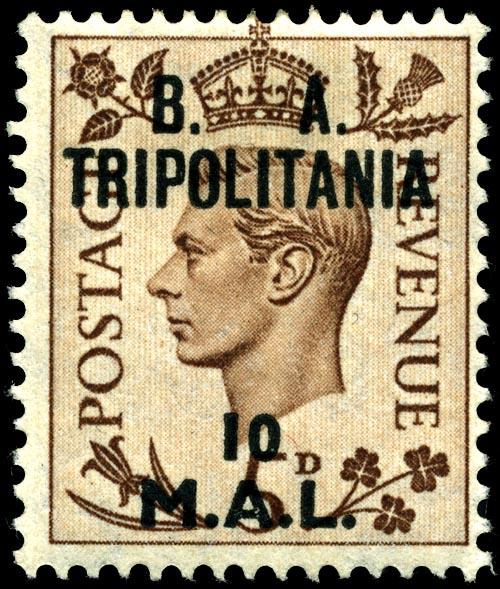
То же с надпечаткой для британских оккупационных сил в Триполитании (1950)
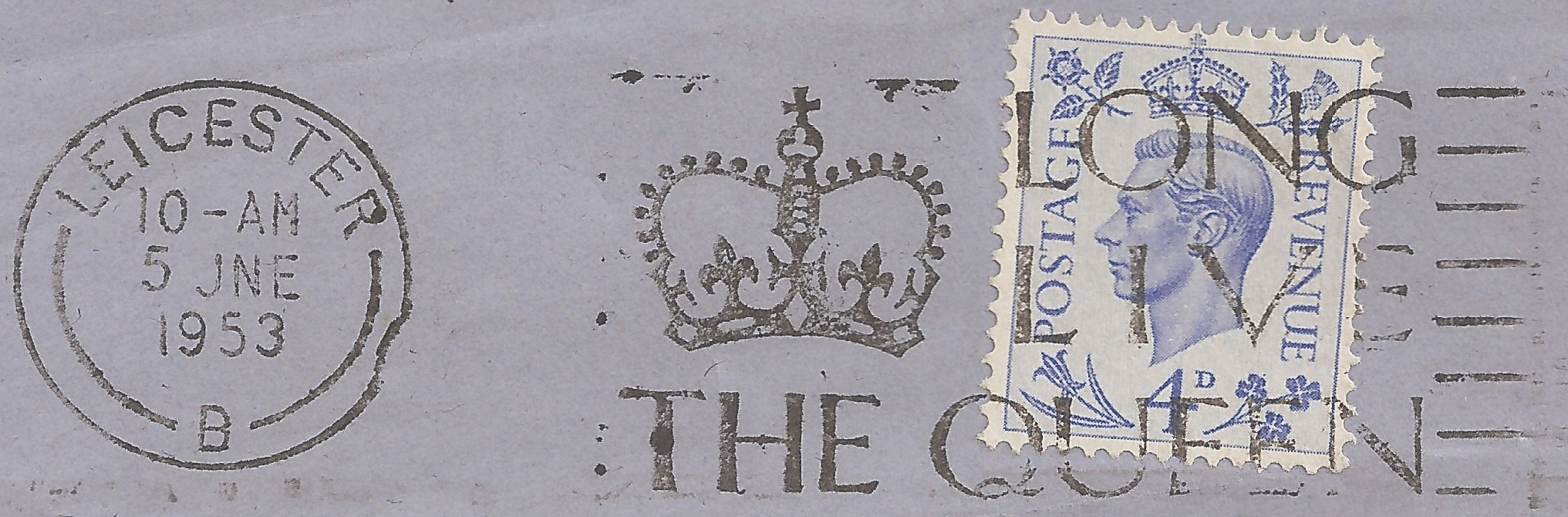
То же номиналом 4 пенса (1950) на конверте
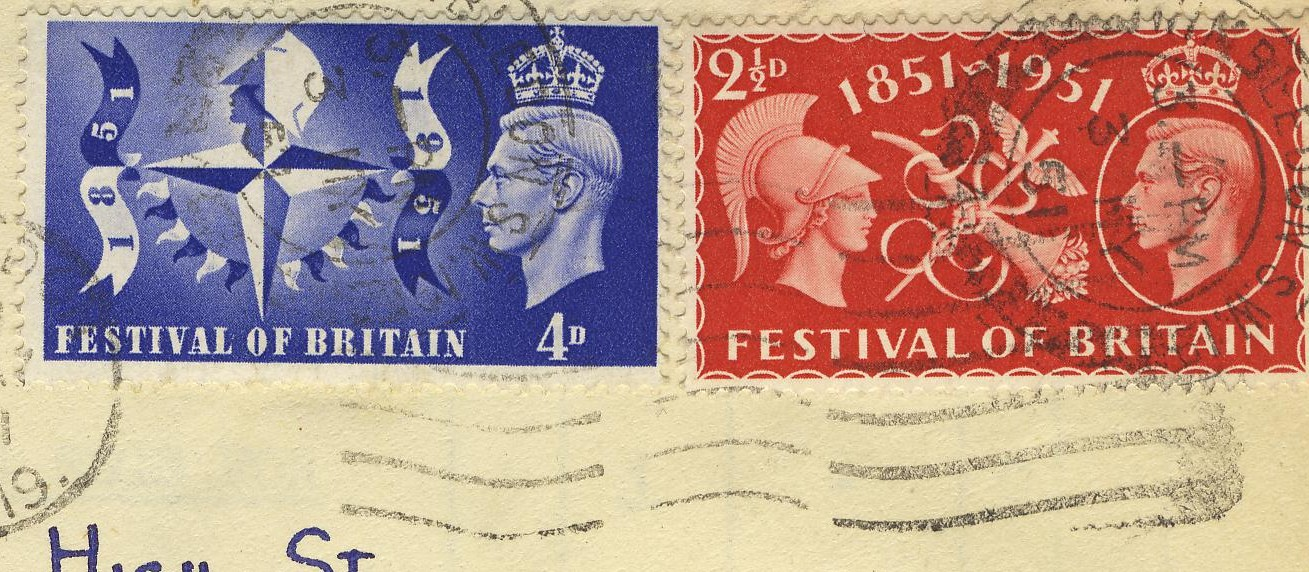
Марки Великобритании в честь Фестиваля Британии и столетия Первой всемирной выставки (1951) на конверте